# Рудник Дхупума
Рудник Дхупума – гірничодобувний майданчик на півночі Австралії.
У 1970-х років на півострові Арнемленд ввели в дію потужний бокситовий рудник Ґоув, діяльність якого весь час була пов’язана з великими інвесторами (швейцарська Alusuisse, канадська Alcan, гірничодобувний гігант Rio Tinto). Відмінністю набагато меншого рудника Дхупума, що почав роботу в 2017-му південніше від Ґоув, стала належність підконтрольній аборигенам компанії Gulkula Mining Pty Ltd.
За первісним проектом Дхупума мав почати з продукування 0,1 млн тонн бокситів на рік та протягом чотирьох років досягнути рівня 0,5 млн тонн, після чого планувалось підтримувати його протягом п’ятнадцяти років. Втім, фактичний показник видобутку в 2021/2022 фінансовому році (що став п’ятим роком діяльності копальні) досягнув 0,78 млн тонн.
Розробка ведеться відкритим способом із приповерхневої зони, при цьому товщина бокситоносного шару становить від 3 до 11 метрів.
Боксити з Дхупума транспортують автомобілями за 14 кілометрів до рудника Ґоув, де проходять через дробильну фабрику, а потім відправляються на експортний портовий термінал.